# Éric Salomon
Pour les articles homonymes, voir Salomon.
Éric Salomon, né le 23 mai 1962 à Lyon, est un coureur cycliste français. Il est professionnel de 1982 à 1989.

## Palmarès

### Palmarès amateur
- 1981
  - Circuit du Cantal
  - Circuit du Berry
  - Polymultipliée lyonnaise

### Palmarès professionnel
- 1982
  - Classement général du Tour du Limousin
  - 2e étape de l'Étoile des Espoirs (contre-la-montre par équipes)
- 1983
  - 5e du Critérium du Dauphiné libéré
- 1984
  - 1re étape du Clásico RCN (contre-la-montre par équipes)
  - 1re étape du Tour d'Italie (contre-la-montre par équipes)
  - 2e du Circuit du Sud-Est
  - 3e du Tour du Vaucluse
  - 10e du Tour de l'Avenir
- 1985
  - 4e étape du Tour de l'Avenir (contre-la-montre par équipes)
  - 2e du Tour de l'Avenir

## Résultats dans les grands tours

### Tour d'Italie
3 participations
- 1984 : 47e, vainqueur de la 1re étape (contre-la-montre par équipes)
- 1985 : non-partant sur fracture de la clavicule (12e étape)
- 1989 : 57e

### Tour d'Espagne
1 participation
- 1987 : non-partant (12e étape)